# Luís Miquissone
Luís Jose Miquissone (Tete, 25 luglio 1995) è un calciatore mozambicano, centrocampista del Songo e della nazionale mozambicana.

## Caratteristiche tecniche
Miquissone è un esterno d'attacco, in possesso di una notevole velocità in progressione, in grado di agire da seconda punta o trequartista.

## Carriera

### Club
Il 3 gennaio 2020 firma un biennale con il Simba, in Tanzania.
Il 26 agosto 2021 passa all'Al-Ahly in cambio di 900.000 dollari, firmando un quadriennale. Esordisce con gli egiziani il 21 settembre contro l'El Gaish in Supercoppa, subentrando al 61' al posto di Taher Mohamed.

### Nazionale
Esordisce in nazionale il 29 marzo 2015 contro il Botswana in amichevole, bagnando l'esordio con una rete.

## Statistiche

### Presenze e reti nei club
Statistiche aggiornate al 16 ottobre 2022.
| Stagione        | Squadra         | Campionato      | Campionato | Campionato | Coppe nazionali | Coppe nazionali | Coppe nazionali | Coppe continentali | Coppe continentali | Coppe continentali | Altre coppe | Altre coppe | Altre coppe | Totale | Totale |
| Stagione        | Squadra         | Comp            | Pres       | Reti       | Comp            | Pres            | Reti            | Comp               | Pres               | Reti               | Comp        | Pres        | Reti        | Pres   | Reti   |
| --------------- | --------------- | --------------- | ---------- | ---------- | --------------- | --------------- | --------------- | ------------------ | ------------------ | ------------------ | ----------- | ----------- | ----------- | ------ | ------ |
| 2020-2021       | Simba           | PL              | -          | 9          | CT              | 0               | 0               | CCL                | 12                 | 3                  | ST          | 0           | 0           | 12     | 12     |
| 2021-2022       | Al-Ahly         | PL              | 21         | 5          | CE              | 2               | 0               | CCL                | 2                  | 0                  | SE+SA+Cmc   | 1+0+2       | 0           | 28     | 5      |
| 2022-2023       | Abha            | SPL             | 4          | 0          | KCC             | 0               | 0               | -                  | -                  | -                  | -           | -           | -           | 4      | 0      |
| Totale carriera | Totale carriera | Totale carriera | 25         | 14         |                 | 2               | 0               |                    | 14                 | 3                  |             | 3           | 0           | 44     | 17     |

### Cronologia presenze e reti in nazionale
| Cronologia completa delle presenze e delle reti in nazionale ― Mozambico | Cronologia completa delle presenze e delle reti in nazionale ― Mozambico | Cronologia completa delle presenze e delle reti in nazionale ― Mozambico | Cronologia completa delle presenze e delle reti in nazionale ― Mozambico | Cronologia completa delle presenze e delle reti in nazionale ― Mozambico | Cronologia completa delle presenze e delle reti in nazionale ― Mozambico | Cronologia completa delle presenze e delle reti in nazionale ― Mozambico | Cronologia completa delle presenze e delle reti in nazionale ― Mozambico |
| Data                                                                     | Città                                                                    | In casa                                                                  | Risultato                                                                | Ospiti                                                                   | Competizione                                                             | Reti                                                                     | Note                                                                     |
| ------------------------------------------------------------------------ | ------------------------------------------------------------------------ | ------------------------------------------------------------------------ | ------------------------------------------------------------------------ | ------------------------------------------------------------------------ | ------------------------------------------------------------------------ | ------------------------------------------------------------------------ | ------------------------------------------------------------------------ |
| 29-3-2015                                                                | Lobatse                                                                  | Botswana                                                                 | 1 – 2                                                                    | Mozambico                                                                | Amichevole                                                               | 1                                                                        | 46’                                                                      |
| 25-5-2015                                                                | Rustenburg                                                               | Mozambico                                                                | 2 – 2 dts (5 – 4 dtr)                                                    | Malawi                                                                   | Coppa COSAFA 2015 - Quarti di finale                                     | -                                                                        |                                                                          |
| 28-5-2015                                                                | Rustenburg                                                               | Botswana                                                                 | 1 – 2                                                                    | Mozambico                                                                | Coppa COSAFA 2015 - Semifinale                                           | -                                                                        | 66’ 90’                                                                  |
| 30-5-2015                                                                | Rustenburg                                                               | Namibia                                                                  | 2 – 0                                                                    | Mozambico                                                                | Coppa COSAFA 2015 - Finale                                               | -                                                                        |                                                                          |
| 14-6-2015                                                                | Maputo                                                                   | Mozambico                                                                | 0 – 1                                                                    | Ruanda                                                                   | Qual. Coppa d'Africa 2017                                                | -                                                                        | 62’                                                                      |
| 20-6-2015                                                                | Matola                                                                   | Mozambico                                                                | 5 – 1                                                                    | Seychelles                                                               | Qual. Campionato delle Nazioni Africane 2016                             | 2                                                                        |                                                                          |
| 4-7-2015                                                                 | Victoria                                                                 | Seychelles                                                               | 0 – 4                                                                    | Mozambico                                                                | Qual. Campionato delle Nazioni Africane 2016                             | 1                                                                        |                                                                          |
| 6-9-2015                                                                 | Curepipe                                                                 | Mauritius                                                                | 1 – 0                                                                    | Mozambico                                                                | Qual. Coppa d'Africa 2017                                                | -                                                                        |                                                                          |
| 17-10-2015                                                               | Ndola                                                                    | Zambia                                                                   | 3 – 0                                                                    | Mozambico                                                                | Qual. Campionato delle Nazioni Africane 2016                             | -                                                                        |                                                                          |
| 25-10-2015                                                               | Matola                                                                   | Mozambico                                                                | 1 – 1                                                                    | Zambia                                                                   | Qual. Campionato delle Nazioni Africane 2016                             | -                                                                        |                                                                          |
| 11-11-2015                                                               | Maputo                                                                   | Mozambico                                                                | 1 – 0                                                                    | Gabon                                                                    | Qual. Mondiali 2018                                                      | -                                                                        | 90+3’                                                                    |
| 14-11-2015                                                               | Libreville                                                               | Gabon                                                                    | 1 – 0 dts (4 – 3 dtr)                                                    | Mozambico                                                                | Qual. Mondiali 2018                                                      | -                                                                        | 90+5’                                                                    |
| 27-3-2016                                                                | Maputo                                                                   | Mozambico                                                                | 0 – 0                                                                    | Ghana                                                                    | Qual. Coppa d'Africa 2017                                                | -                                                                        | 46’                                                                      |
| 4-6-2016                                                                 | Kigali                                                                   | Ruanda                                                                   | 2 – 3                                                                    | Mozambico                                                                | Qual. Coppa d'Africa 2017                                                | -                                                                        | 30’                                                                      |
| 19-6-2016                                                                | Windhoek                                                                 | RD del Congo                                                             | 1 – 0                                                                    | Mozambico                                                                | Coppa COSAFA 2016 - Quarti di finale                                     | -                                                                        |                                                                          |
| 21-6-2016                                                                | Windhoek                                                                 | Namibia                                                                  | 3 – 0                                                                    | Mozambico                                                                | Coppa COSAFA 2016 - Semifinale 5º posto                                  | -                                                                        |                                                                          |
| 3-9-2016                                                                 | Maputo                                                                   | Mozambico                                                                | 1 – 0                                                                    | Mauritius                                                                | Qual. Coppa d'Africa 2017                                                | -                                                                        |                                                                          |
| 9-10-2016                                                                | Lomé                                                                     | Togo                                                                     | 2 – 0                                                                    | Mozambico                                                                | Amichevole                                                               | -                                                                        |                                                                          |
| 25-3-2017                                                                | Maputo                                                                   | Mozambico                                                                | 2 – 0                                                                    | Angola                                                                   | Amichevole                                                               | -                                                                        | 85’                                                                      |
| 28-3-2017                                                                | Beira                                                                    | Mozambico                                                                | 1 – 0                                                                    | Lesotho                                                                  | Amichevole                                                               | -                                                                        | 46’                                                                      |
| 10-6-2017                                                                | Ndola                                                                    | Zambia                                                                   | 0 – 1                                                                    | Mozambico                                                                | Qual. Coppa d'Africa 2019                                                | -                                                                        | 65’                                                                      |
| 16-7-2017                                                                | Antananarivo                                                             | Madagascar                                                               | 2 – 2                                                                    | Mozambico                                                                | Qual. Campionato delle Nazioni Africane 2018                             | -                                                                        |                                                                          |
| 23-7-2017                                                                | Maputo                                                                   | Mozambico                                                                | 0 – 2                                                                    | Madagascar                                                               | Qual. Campionato delle Nazioni Africane 2018                             | -                                                                        |                                                                          |
| 2-9-2017                                                                 | Maputo                                                                   | Mozambico                                                                | 1 – 1                                                                    | Kenya                                                                    | Amichevole                                                               | -                                                                        | 68’                                                                      |
| 27-5-2018                                                                | Polokwane                                                                | Madagascar                                                               | 2 – 1                                                                    | Mozambico                                                                | Coppa COSAFA 2018 - 1º turno                                             | 1                                                                        |                                                                          |
| 29-5-2018                                                                | Polokwane                                                                | Mozambico                                                                | 3 – 0                                                                    | Comore                                                                   | Coppa COSAFA 2018 - 1º turno                                             | 2                                                                        | 46’                                                                      |
| 31-5-2018                                                                | Polokwane                                                                | Mozambico                                                                | 2 – 1                                                                    | Seychelles                                                               | Coppa COSAFA 2018 - 1º turno                                             | 1                                                                        | 90’                                                                      |
| 8-9-2018                                                                 | Maputo                                                                   | Mozambico                                                                | 2 – 2                                                                    | Guinea-Bissau                                                            | Qual. Coppa d'Africa 2019                                                | -                                                                        |                                                                          |
| 13-10-2018                                                               | Maputo                                                                   | Mozambico                                                                | 1 – 2                                                                    | Namibia                                                                  | Qual. Coppa d'Africa 2019                                                | -                                                                        | 70’                                                                      |
| 16-10-2018                                                               | Windhoek                                                                 | Namibia                                                                  | 1 – 0                                                                    | Mozambico                                                                | Qual. Coppa d'Africa 2019                                                | -                                                                        | 84’                                                                      |
| 10-3-2019                                                                | Pretoria                                                                 | Mozambico                                                                | 1 – 1                                                                    | eSwatini                                                                 | Amichevole                                                               | -                                                                        |                                                                          |
| 28-7-2019                                                                | Antananarivo                                                             | Madagascar                                                               | 1 – 0                                                                    | Mozambico                                                                | Qual. Campionato delle Nazioni Africane 2020                             | -                                                                        |                                                                          |
| 4-8-2019                                                                 | Maputo                                                                   | Mozambico                                                                | 3 – 2                                                                    | Madagascar                                                               | Qual. Campionato delle Nazioni Africane 2020                             | 1                                                                        |                                                                          |
| 10-9-2019                                                                | Maputo                                                                   | Mozambico                                                                | 2 – 0                                                                    | Mauritius                                                                | Qual. Mondiali 2022                                                      | -                                                                        | 87’                                                                      |
| 13-10-2019                                                               | Nairobi                                                                  | Kenya                                                                    | 0 – 1                                                                    | Mozambico                                                                | Amichevole                                                               | -                                                                        |                                                                          |
| 12-11-2020                                                               | Douala                                                                   | Camerun                                                                  | 4 – 1                                                                    | Mozambico                                                                | Qual. Coppa d'Africa 2021                                                | -                                                                        | 46’                                                                      |
| 16-11-2020                                                               | Maputo                                                                   | Mozambico                                                                | 0 – 2                                                                    | Camerun                                                                  | Qual. Coppa d'Africa 2021                                                | -                                                                        |                                                                          |
| 24-3-2021                                                                | Kigali                                                                   | Ruanda                                                                   | 1 – 0                                                                    | Mozambico                                                                | Qual. Coppa d'Africa 2021                                                | -                                                                        |                                                                          |
| 30-3-2021                                                                | Maputo                                                                   | Mozambico                                                                | 0 – 1                                                                    | Capo Verde                                                               | Qual. Coppa d'Africa 2021                                                | -                                                                        | 32’ 70’                                                                  |
| 3-9-2021                                                                 | Maputo                                                                   | Mozambico                                                                | 0 – 0                                                                    | Costa d'Avorio                                                           | Qual. Mondiali 2022                                                      | -                                                                        | 64’                                                                      |
| 7-9-2021                                                                 | Johannesburg                                                             | Malawi                                                                   | 1 – 0                                                                    | Mozambico                                                                | Qual. Mondiali 2022                                                      | -                                                                        |                                                                          |
| 7-10-2021                                                                | Yaoundé                                                                  | Camerun                                                                  | 3 – 1                                                                    | Mozambico                                                                | Qual. Mondiali 2022                                                      | -                                                                        | 75’                                                                      |
| 11-10-2021                                                               | Tangeri                                                                  | Mozambico                                                                | 0 – 1                                                                    | Camerun                                                                  | Qual. Mondiali 2022                                                      | -                                                                        | 84’                                                                      |
| 13-11-2021                                                               | Cotonou                                                                  | Costa d'Avorio                                                           | 3 – 0                                                                    | Mozambico                                                                | Qual. Mondiali 2022                                                      | -                                                                        | 72’                                                                      |
| 16-11-2021                                                               | Cotonou                                                                  | Mozambico                                                                | 1 – 0                                                                    | Malawi                                                                   | Qual. Mondiali 2022                                                      | -                                                                        | 63’                                                                      |
| 23-3-2022                                                                | Nouakchott                                                               | Mozambico                                                                | 1 – 1                                                                    | Niger                                                                    | Amichevole                                                               | -                                                                        |                                                                          |
| 26-3-2022                                                                | Nouakchott                                                               | Mauritania                                                               | 2 – 1                                                                    | Mozambico                                                                | Amichevole                                                               | -                                                                        |                                                                          |
| 24-3-2023                                                                | Diamniadio                                                               | Senegal                                                                  | 5 – 1                                                                    | Mozambico                                                                | Qual. Coppa d'Africa 2023                                                | -                                                                        | 60’                                                                      |
| Totale                                                                   |                                                                          | Presenze                                                                 | 48                                                                       |                                                                          | Reti (7º posto)                                                          | 9                                                                        |                                                                          |

## Palmarès

### Club

#### Competizioni nazionali
- Coppa mozambicana: 2

Songo: 2016, 2019
- Campionato mozambicano: 1

Songo: 2017
- Campionato tanzaniano: 2

Simba: 2019-2020, 2020-2021
- Coppa di Tanzania: 2

Simba: 2019-2020, 2020-2021
- Supercoppa di Tanzania: 1

Simba: 2020